# Srpska Kuća
Srpska Kuća (cyr. Српска Кућа) – wieś w Serbii, w okręgu pczyńskim, w gminie Bujanovac. W 2002 roku liczyła 284 mieszkańców.